# Левски (Стара Загора)
Вижте пояснителната страница за други значения на Левски.
„Левски-Хюндай“ e футболен клуб от Стара Загора.
Участник в Югоизточната В група. Отборът е създаден през 1947 г. Играе домакинските си мачове на стадион „Пейо Яворов“ в Чирпан треньор на отбора е Панайот Горов. Помощник-треньор е играещия футболист Христо Терзиев. Капитан на отбора е Георги Митков. През 2009 г. „Левски 2006“ отказва участие в първенството и се слива с Тунджа 2006 (Ягода). Името, под което се състезава новият отбор във В група, е Левски-Стара Загора (Ягода)
Състав: Георгиев, Белчев, Милчев, Ванев, Митков (к), Чакъров, Иван Тодоров, Терзиев, Михов, Ради Стайков, Енчо Георгиев (Миленов, Димитър Димитров, Ивелин Рашев, Гончев, Петков, Белчев, Илиев, Иванов)

## Изявени футболисти
- Константин Тодоров
- Стоян Георгиев
- Христо Терзиев
- Павел Алексиев
- Невелин Нейчев
- Живко Ванев
- Павел Милчев
- Милен Чакъров – Папи
- Енчо Георгиев
- Динко Динев
- Даниел Живков
- Иван Миленов
- Ивелин Костов
- Георги Митков – Джората
- Иван Тодоров – Вако
- Коста Тодоров – Кончо
- Петър Сидеров
- Данаил Илиев
- Християн Панчев
- Златомир Иванов